# 麻山站
麻山站，位于中华人民共和国黑龙江省鸡西市麻山区麻山街道，是林密铁路上的火车站，建于1943年，由哈尔滨铁路局管辖。

## 車站周邊
- 鹤大高速公路

## 歷史
- 建于1943年。

## 外部連結
- 中国铁路客户服务中心（页面存档备份，存于）